# Christian Colson
Christian Colson (* in England) ist ein britischer Filmproduzent.

## Leben
Christian Colson studierte Englisch am Wadham College in Oxford. 1994 begann er bei der britischen Künstleragentur London Management und betreute dort Drehbuch- und Bühnenautoren; vier Jahre später arbeitete er zunächst als Projektentwickler und bereits 1999 als Leiter der Projektentwicklung bei der neu gegründeten Firma HAL Film. Nachdem es 1999 zur Zusammenarbeit zwischen den Produktionsfirmen Miramax Films und HAL Film beim Film Mansfield Park kam, wechselte er zu Miramax.
Nach Miramax Films stieg er im Juni 2002 bei der erst zwei Jahre alten Produktionsfirma Celador ein, die gerade ihren ersten Film Dirty Pretty Things herausgebracht hatte, der wiederum von Miramax vertrieben wurde.
Als Leiter von Produktion und Entwicklung war er zunächst nur für die nächsten zwei Jahre vorgesehen, erhielt jedoch 2005 das Angebot, zusammen mit dem Direktor von Celador, Paul Smith, Geschäftsführer zu werden. Von da an folgten seine ersten Filme als Produzent, darunter Neil Marshalls erfolgreicher Horrorfilm The Descent – Abgrund des Grauens. Einem breiten Publikum wurde Colson bekannt, als er für den in Mumbai gedrehten Film Slumdog Millionär von Danny Boyle 2009 den BAFTA Award, den British Independent Film Award, den Golden Globe Award sowie den Oscar für den Besten Film entgegennahm.

## Filmografie
- 2005: The Descent – Abgrund des Grauens (The Descent; Regie: Neil Marshall)
- 2005: Geliebte Lügen (Separate Lives; Regie: Julian Fellowes)
- 2008: Eden Lake (Regie: James Watkins)
- 2008: Slumdog Millionär (Slumdog Millionaire; Regie: Danny Boyle)
- 2009: The Descent 2 – Die Jagd geht weiter (The Descent: Part 2; Regie: Jon Harris)
- 2010: Centurion (Centurion; Regie: Neil Marshall)
- 2010: 127 Hours (Regie: Danny Boyle)
- 2013: Trance – Gefährliche Erinnerung (Trance; Regie: Danny Boyle)
- 2014: Selma (Regie: Ava DuVernay)
- 2015: Steve Jobs (Regie: Danny Boyle)
- 2017: T2 Trainspotting (Regie: Danny Boyle)